# Langues à Saint-Pierre-et-Miquelon
La langue officielle de Saint-Pierre-et-Miquelon est le français.

## Présentation
Le français parlé ressemble à celui de Normandie et de Bretagne : Les habitants descendent très majoritairement de colons normands, bretons et basques.
Il n'y a pas de langue régionale à proprement parler à Saint-Pierre-et-Miquelon. Toutefois, il existe quelques communautés pratiquant encore les langues des colons venus s'installer dans les îles, à savoir le basque, le breton et le normand.
L'anglais est très courant, et est généralement parlé en seconde langue par la majorité de la population : il est très utile pour le secteur du tourisme, car l'archipel reçoit de nombreux touristes anglophones américains et canadiens. Dans le cadre professionnel de la pêche, il est très utile pour communiquer avec les pêcheurs anglophones de Terre-Neuve, ou d'ailleurs. 